# Qiaowo
Qiaowo (kinesiska: 荞窩镇, 荞窩) är en köping i Kina. Den ligger i provinsen Sichuan, i den sydvästra delen av landet, omkring 380 kilometer sydväst om provinshuvudstaden Chengdu.
Genomsnittlig årsnederbörd är 1 211 millimeter. Den regnigaste månaden är juli, med i genomsnitt 275 mm nederbörd, och den torraste är januari, med 5 mm nederbörd.